# Aptering
Aptering er betegnelsen for den indre, faste indretning af et skib. Der tænkes hermed først og fremmest på alt,  hvad der har med beboelses- og opholdsrum for mandskabet og eventuelle passagerer at gøre. Men aptering kan også omfatte indretning af kabys, motorrum og styrehus, telegrafistrum etc. Apteringen omfatter også alt det, som hører til disse rum: Sove-, skabs- og stuveplads, køkkenudstyr, badeudstyr, elektrisk installation og meget mere. På færger er apteringsarbejdet særligt omfattende, fordi der skal tages hensyn til passagerernes komfort. 
At foretage aptering eller at aptere vil sige at færdiggøre skibets indretning med alt dette udstyr.
Aptering af et skib foregår af naturlige grunde som noget af det sidste under skibets bygning, og færdiggørelsen sker ofte efter skibets stabelafløbning. Derved frigøres den bedding, hvor skibets skrog, dæk, overbygning og fremdrivningsmidler mv. blev bygget, så den kan anvendes til næste nybygning.
Skibes uregelmæssige form og de betingelser, der kan opstå under sejlads, stiller en del særlige krav til apteringen, som derfor foretages af håndværkere, som er specialiserede i dette arbejde. En af disse specialiserede faggrupper er skibstømrerne (sommetider lidt bredere kaldet skibsbyggerne), der trods navnet ikke kun arbejder med træ, men også f.eks. med stål, aluminium og glasfiberarmeret polyester. 